# Саньян, Модибо
Модибо́ Санья́н (фр. Modibo Sagnan; 14 апреля 1999, Сен-Дени, Франция) — французский и малийский футболист, защитник клуба «Монпелье» и сборной Мали. Участник летних Олимпийских игр 2020 в Токио.

## Клубная карьера

### «Ланс»
Саньян — воспитанник клуба «Ланс». 28 июня 2017 года он подписал свой первый профессиональный контракт. 30 января 2018 года защитник дебютировал в профессиональном футболе в матче против «Сошо» в рамках Лиги 2, который закончился поражением «кроваво-золотых» со счетом 1:0. 

### «Реал Сосьедад»
В 2019 году Модибо перешёл в испанский «Реал Сосьедад» из Ла Лиги за сумму около 5 миллионов евро и сразу же был отдан в аренду «Лансу» до конца сезона. 

### «Мирандес» (аренда)
31 января 2020 года Саньян на правах аренды перешёл в «Мирандес». 16 февраля он дебютировал в Сегунде в матче против Альбасете, а встреча закончилась ничейным резултатом 1:1. 

### Возвращение в «Реал Сосьедад»
По окончании аренды Модибо вернулся в «Реал Сосьедад». 3 октября 2020 года в матче против «Хетафе» Модибо Саньян впервые сыграл за «бело-голубых», выйдя на замену вместо Андони Горосабеля, а его команда разгромила соперника со счётом 3:0.

### «Тондела» (аренда)
31 августа 2021 года, после редких появлений на поле, он перешёл в португальский клуб «Тондела» на правах аренды сроком на один год. 13 сентября 2021 года он дебютировал в Сангриш лиге в матче против «Эшторил-Прая», завершившимся поражением 2:1. 14 мая 2022 года в поединке против «Боавишты» Модибо забил свой первый гол за «Тондела».

### «Утрехт»
11 июля 2022 года Саньян был отдан в аренду в нидерландский «Утрехт» с правом выкупа. 29 октября 2022 года он забил свой первый гол за новую команду в матче Эредивизи против «Херенвена», одержав победу со счётом 2:1. 2 июня 2023 года защитник подписал с клубом постоянный трёхлетний контракт.

### «Монпелье»
1 февраля 2024 года представитель Лиги 1 «Монпелье» выбрал Модибо Саньяна в качестве замены ушедшему в «Бернли» Максима Эстева, предложив малийцу трехлетний контракт, и заплатив «Утрехту» трансферную сумму в размере 3 млн. евро. 7 февраля 2024 года, во время своего второго выступления в футболке «Монпелье», он забил свой первый гол. Произошло это в матче Кубка Франции против «Ниццы», где его клуб потерпел разгромное поражение 4:1.

## Международная карьера
2 июля 2021 года Модибо Саньян был включён Сильвеном Риполлем в итоговый состав сборной Франции до 23 года для участия в летних Олимпийских играх 2020 года, которые прошли летом 2021 года в Японии. 16 июля 2021 года защитник дебютировал в стартовом составе олимпийской сборной в матче против Южной Кореи в рамках подготовки к Олимпийским играм, встреча завершилась победой французов со счётом 2:1. Саньян принял участие в Олимпийских играх в Токио. На турнире он сыграл в матчах против команд Мексики (1:4) и Японии (0:4).
В конце концов Саньян решил представлять Мали в сборной, и в феврале 2024 года главный тренер Эрик Шелль впервые вызвал его в расположение национальной команды. 23 марта 2024 года Модибо впервые вышел на поле в составе сборной Мали в товарищеском матче против Мавритании. Он забил свой первый гол в дебютной игре, открыв счёт после подачи его партнера по «Монпелье» Фалайе Сакко, и таким образом поучаствовал в победе команды (2:0).

## Личная жизнь
Саньян родился во Франции в семье отца-буркинийца и матери-малийки. Он вырос в мусульманской семье.

## Статистика выступлений

### Клуб
| Клуб              | Сезон            | Лига             | Лига | Лига | Национальный кубок | Национальный кубок | Кубок Лиги | Кубок Лиги | Прочее | Прочее | Итого | Итого |
| Клуб              | Сезон            | Дивизион         | Игры | Голы | Игры               | Голы               | Игры       | Голы       | Игры   | Голы   | Игры  | Голы  |
| ----------------- | ---------------- | ---------------- | ---- | ---- | ------------------ | ------------------ | ---------- | ---------- | ------ | ------ | ----- | ----- |
| Ланс              | 2017–18          | Лига 2           | 3    | 0    | 2                  | 0                  | 0          | 0          | —      | —      | 5     | 0     |
| Ланс              | 2018–19          | Лига 2           | 10   | 0    | 2                  | 0                  | 1          | 1          | —      | —      | 13    | 1     |
| Ланс              | Итого            | Итого            | 13   | 0    | 4                  | 0                  | 1          | 1          | 0      | 0      | 18    | 1     |
| Реал Сосьедад     | 2019–20          | Ла Лига          | 0    | 0    | 1                  | 0                  | —          | —          | —      | —      | 1     | 0     |
| Реал Сосьедад     | 2020–21          | Ла Лига          | 16   | 0    | 1                  | 0                  | —          | —          | 4      | 0      | 21    | 0     |
| Реал Сосьедад     | Итого            | Итого            | 16   | 0    | 2                  | 0                  | 0          | 0          | 4      | 0      | 22    | 0     |
| Ланс (аренда)     | 2018–19          | Лига 2           | 1    | 0    | 0                  | 0                  | —          | —          | —      | —      | 1     | 0     |
| Мирандес (аренда) | 2019–20          | Сегунда          | 13   | 0    | 0                  | 0                  | —          | —          | —      | —      | 13    | 0     |
| Тондела (аренда)  | 2021–22          | Примейра-лига    | 27   | 1    | 3                  | 0                  | 0          | 0          | —      | —      | 30    | 1     |
| Утрехт            | 2022–23          | Эредивизи        | 25   | 1    | 3                  | 0                  | —          | —          | 0      | 0      | 28    | 1     |
| Утрехт            | 2023–24          | Эредивизи        | 13   | 1    | 1                  | 0                  | —          | —          | —      | —      | 14    | 1     |
| Утрехт            | Итого            | Итого            | 38   | 2    | 4                  | 0                  | —          | —          | 0      | 0      | 42    | 2     |
| Монпелье          | 2023–24          | Лига 1           | 13   | 2    | 1                  | 1                  | —          | —          | —      | —      | 14    | 3     |
| Монпелье          | 2024–25          | Лига 1           | 27   | 2    | 0                  | 0                  | —          | —          | —      | —      | 27    | 2     |
| Монпелье          | Итого            | Итого            | 40   | 4    | 1                  | 1                  | —          | —          | —      | —      | 41    | 5     |
| Всего за карьеру  | Всего за карьеру | Всего за карьеру | 148  | 7    | 14                 | 1                  | 1          | 1          | 4      | 0      | 167   | 9     |

1. ↑  Выступления в Лига Европы УЕФА

### Сборная
| Национальная команда | Год   | Игры | Голы |
| -------------------- | ----- | ---- | ---- |
| Мали                 | 2024  | 4    | 1    |
| Итого                | Итого | 4    | 1    |

## Достижения
«Реал Сосьедад»
- Обладатель Кубка Испании: 2019/20